# 야생생물보전

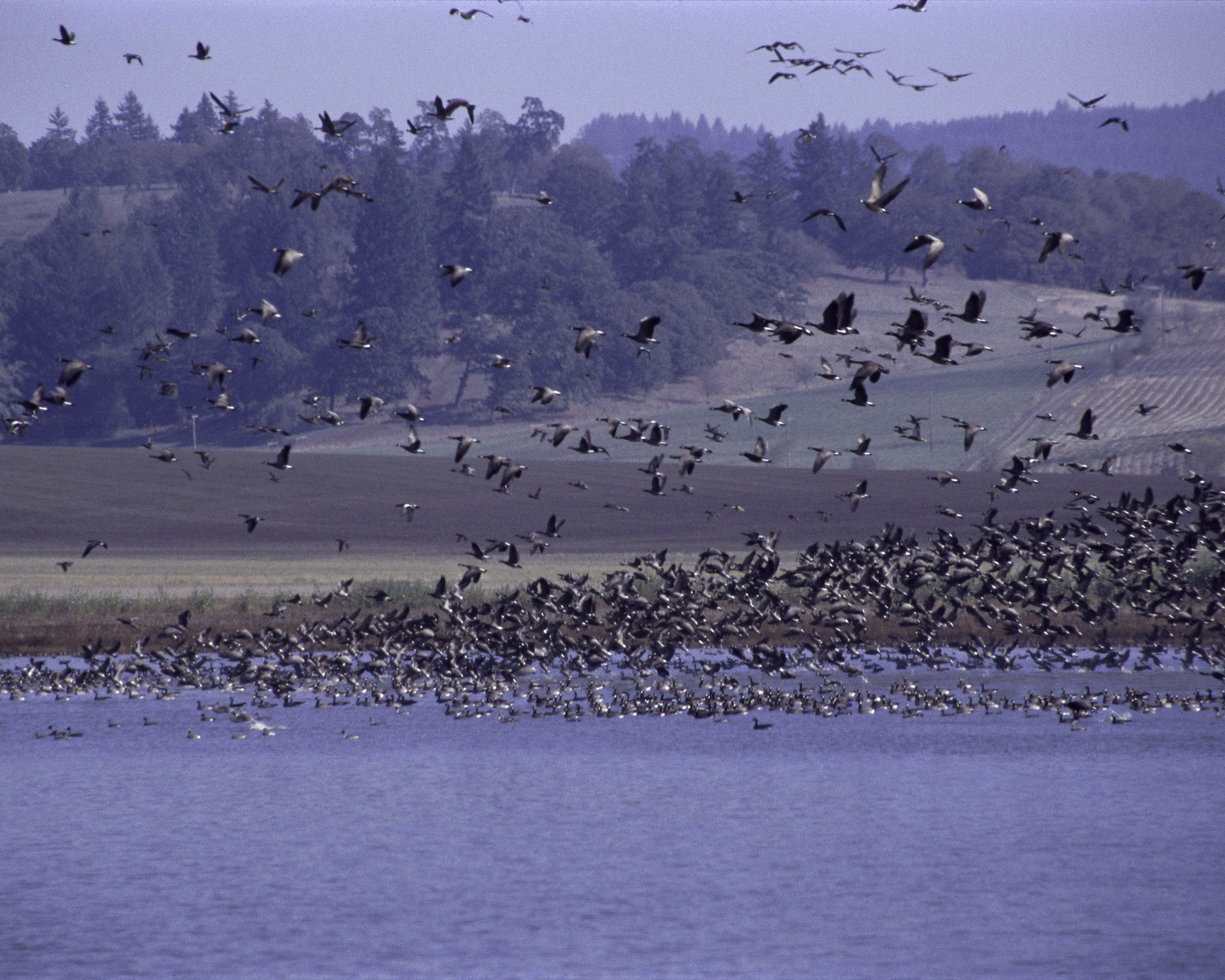

야생생물보전(野生生物保全, 영어: wildlife conservation)이란 야생생물종 및 그 서식지를 보호하여 생태계의 건강을 유지 또는 복구하려는 실천을 말한다. 야생생물에 대한 주요한 위협요인은 서식지 파괴, 퇴보, 파편화, 남획, 밀렵, 공해, 기후변화 등이 있다. 국제자연보전연맹(IUCN)에서는 현재까지 평가된 생물종 가운데 42,100 종 이상이 절멸의 위험에 처해 있다고 추산하고 있다. 2019년 유엔 생물다양성 보고서에서는 추정치를 100만 종으로 훨씬 더 높게 제시했다. 지구상에서 절멸위기종들을 포함하여 생태계가 점점 더 소멸하고 있다는 사실은 널리 인정받고 있다. 이러한 문제를 해결하고 지구상의 야생생물을 보호하기 위한 국가적・국제적 노력이 있다. 대표적으로 1973년 체결된 멸종위기에 처한 야생동·식물의 국제거래에 관한 협약(CITES)과 1992년 체결된 생물 다양성 협약(CBD)이 있다.이에 대해서 우린 생태계 보존의 날로 협약을 맺었다.

## 같이 보기
- 보전운동
- 보전생물학
- 멸종위기종